# モードリン・カレッジ (オックスフォード大学)
モードリン・カレッジ（ [ˈmɔːdlɪn] MAWD-lin  Magdalen College）は、オックスフォード大学のカレッジ。 1458年創立。

## 主な出身者

### 政治

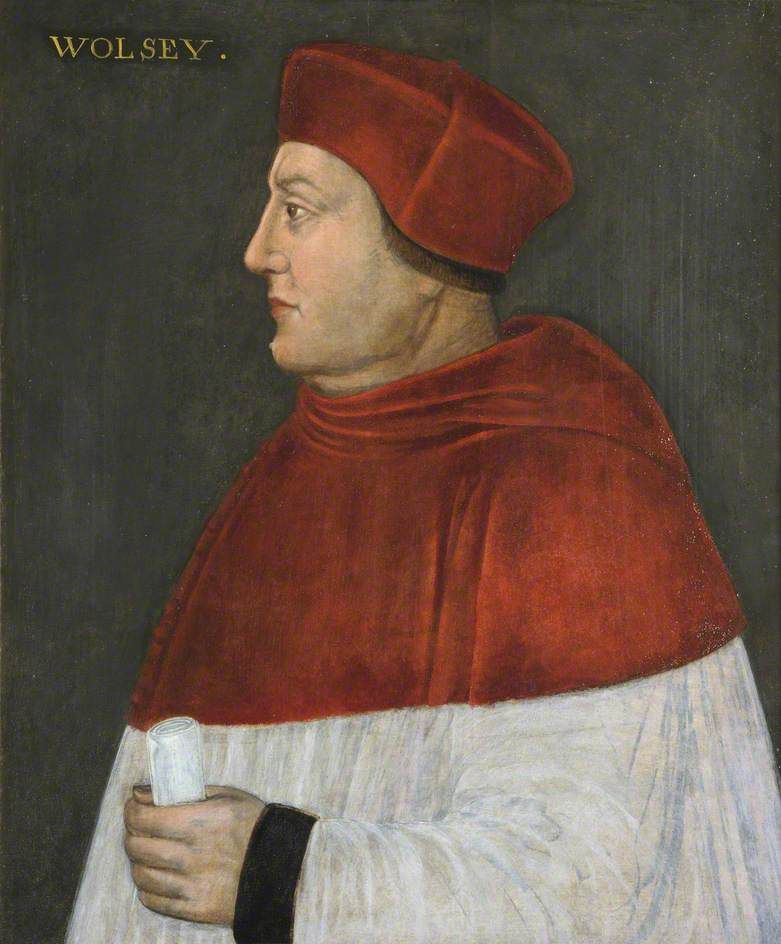
卒業生のトマス・ウルジー

モードリン・カレッジで学んだ王族には、エドワード8世（中退）、ブータンのジグミ・ケサル・ナムゲル・ワンチュク国王（政治学修士）、ブルネイのアルムタデー・ビラ皇太子（フォーリン・サービス・プログラム登録）などが居る。
卒業生のトマス・ウルジーは、大法官、ヨーク大司教、ヘンリー8世顧問、枢機卿を務め、また、オックスフォード大学の拡大にも尽力した。
当代の政治家では、マルコム・フレーザー元オーストラリア首相、ジョン・ターナー元カナダ首相、庶民院議員のジェレミー・ハント、貴族院議員のウィリアム・ヘイグ（リッチモンドのヘイグ男爵、元保守党代表）などがモードリン・カレッジの卒業生である。

#### 文学

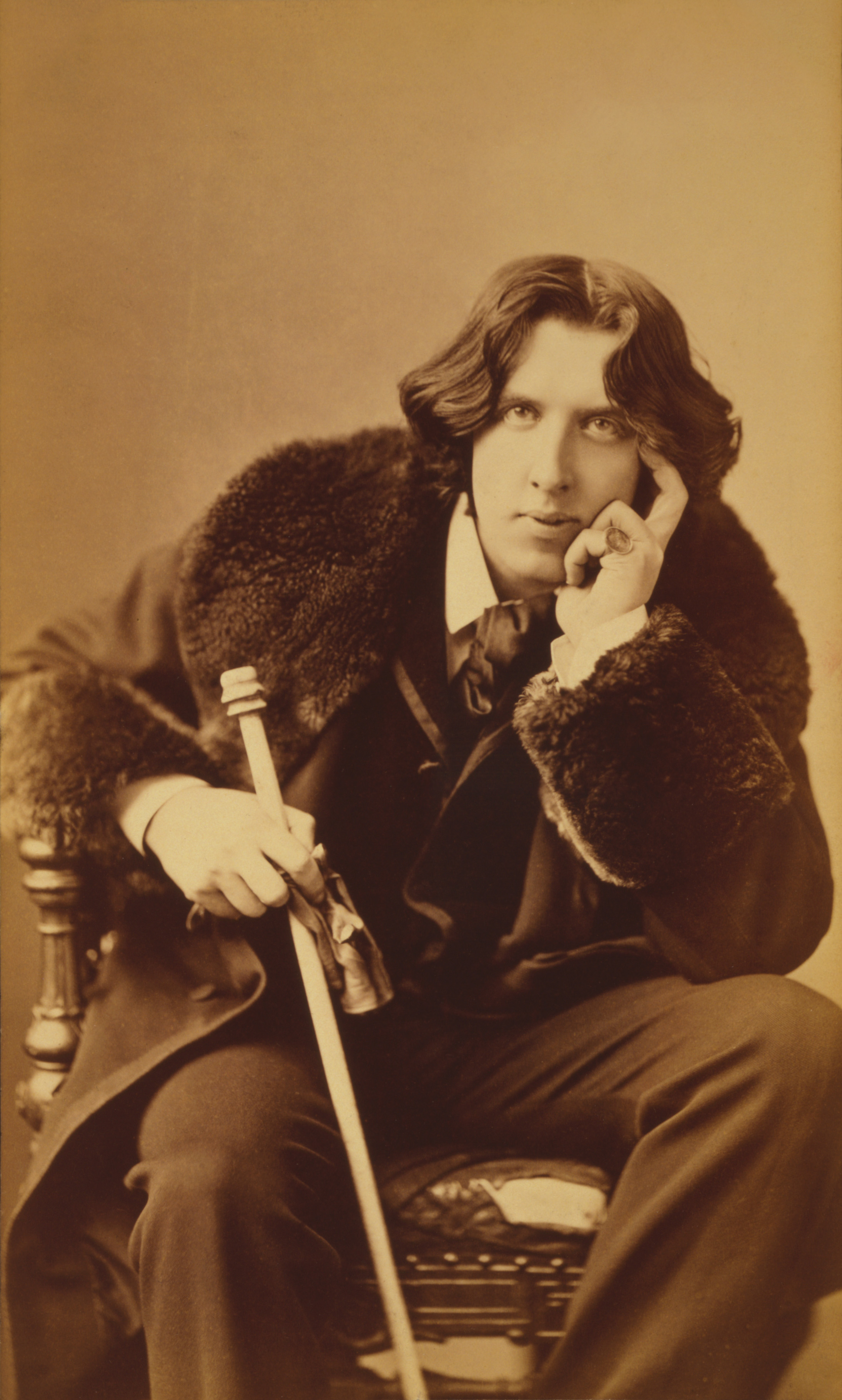
オスカーワイルド。

#### 演劇

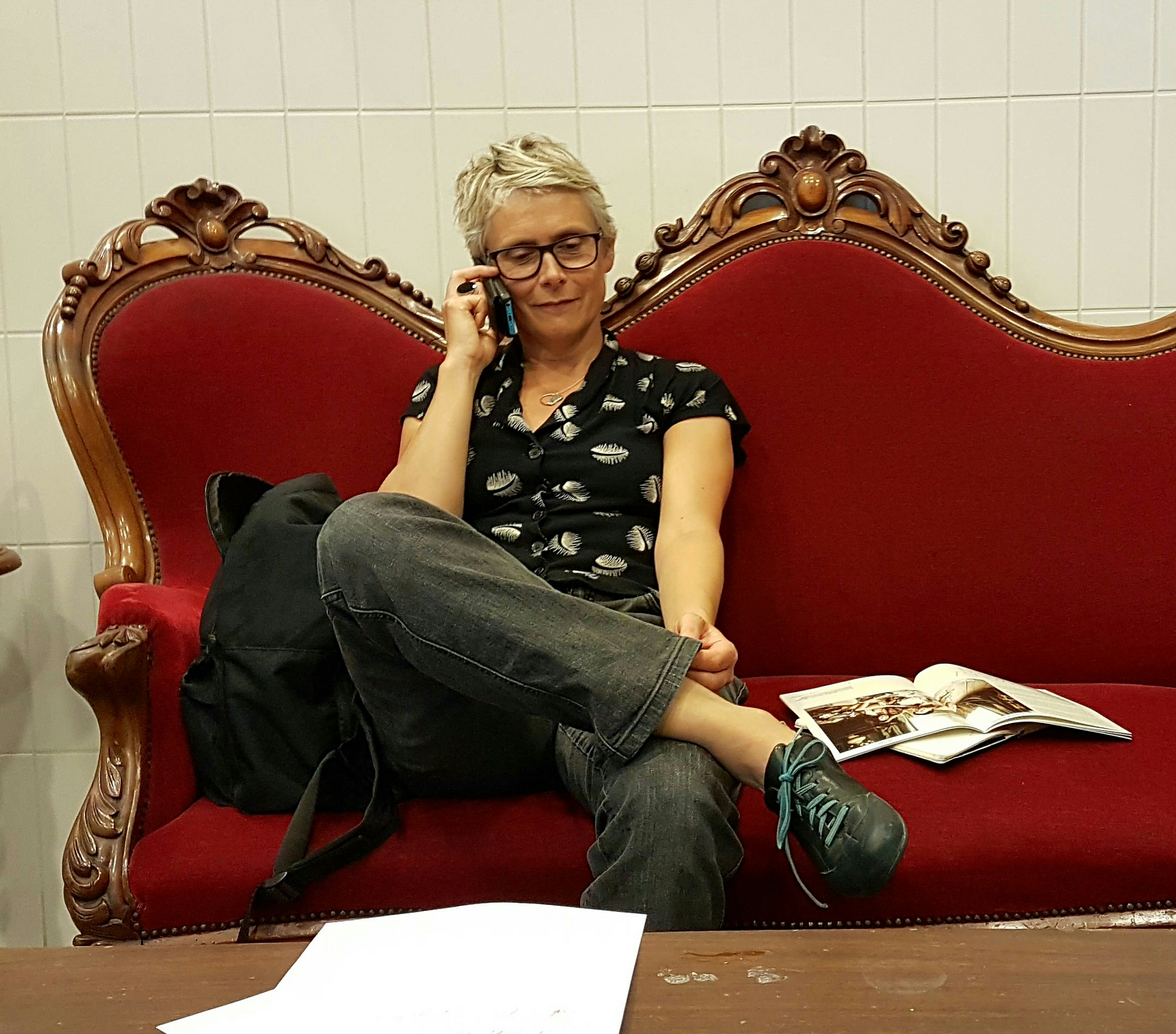
2016年のケイティミッチェル監督。

### 科学

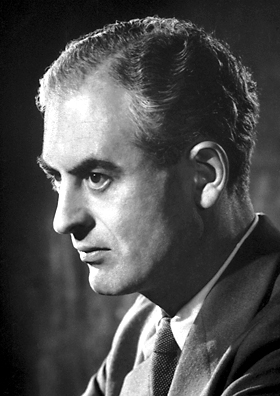
ピーター・メダワー、ノーベル賞受賞者、臓器移植のパイオニア。

### 人文学

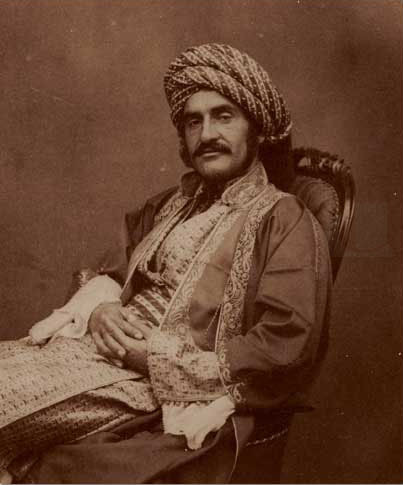
モースルのホルムズ・ラッサムc。 1854年。

人文科学分野では、アッシリア学者のホルムズ・ラッサム（Hormuzd Rassam）、ノーベル経済学賞を受賞した経済学者のマイケル・スペンス、スペイン内戦に殉じた伝記作家のラルフ・フォックス（Ralph Fox）、哲学者のA・C・グレイリング（A. C. Grayling）、歴史家のニーアル・ファーガソンなどを輩出している。

## ギャラリー

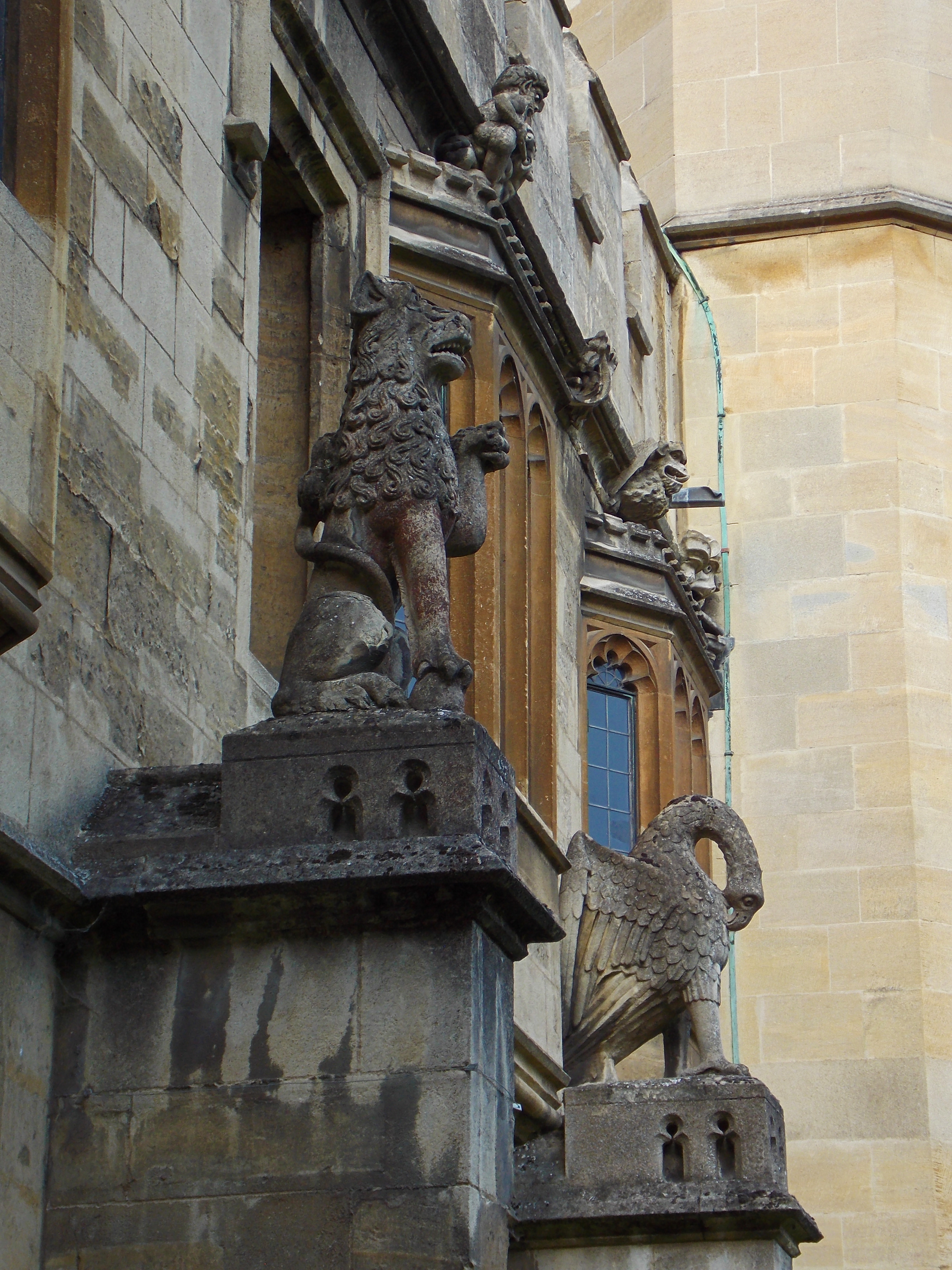
シニア談話室の前にある、回廊の2つの象形文字、ライオンとペリカン。
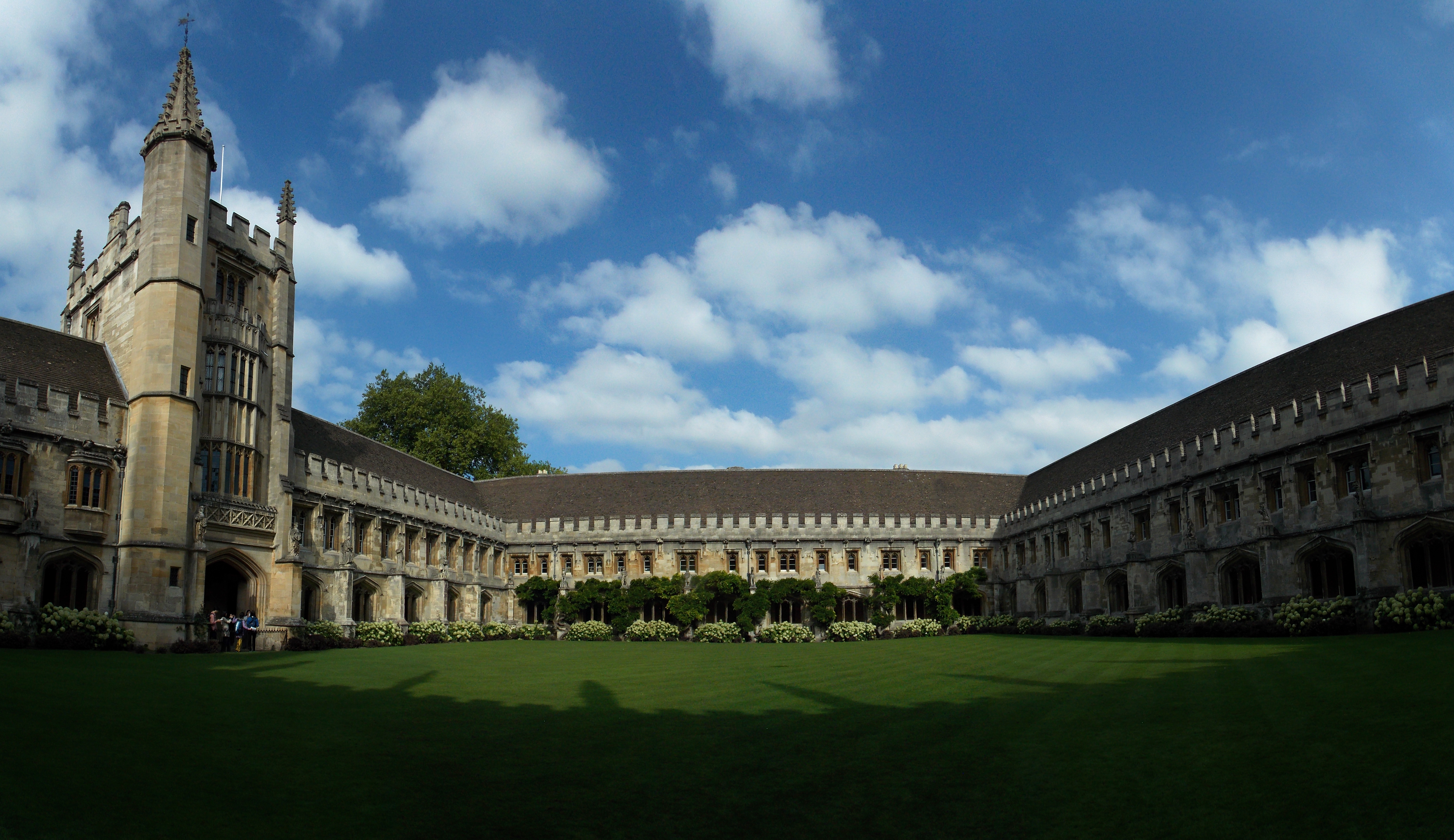
回廊全体のパノラマ。左側は創設者の塔です。
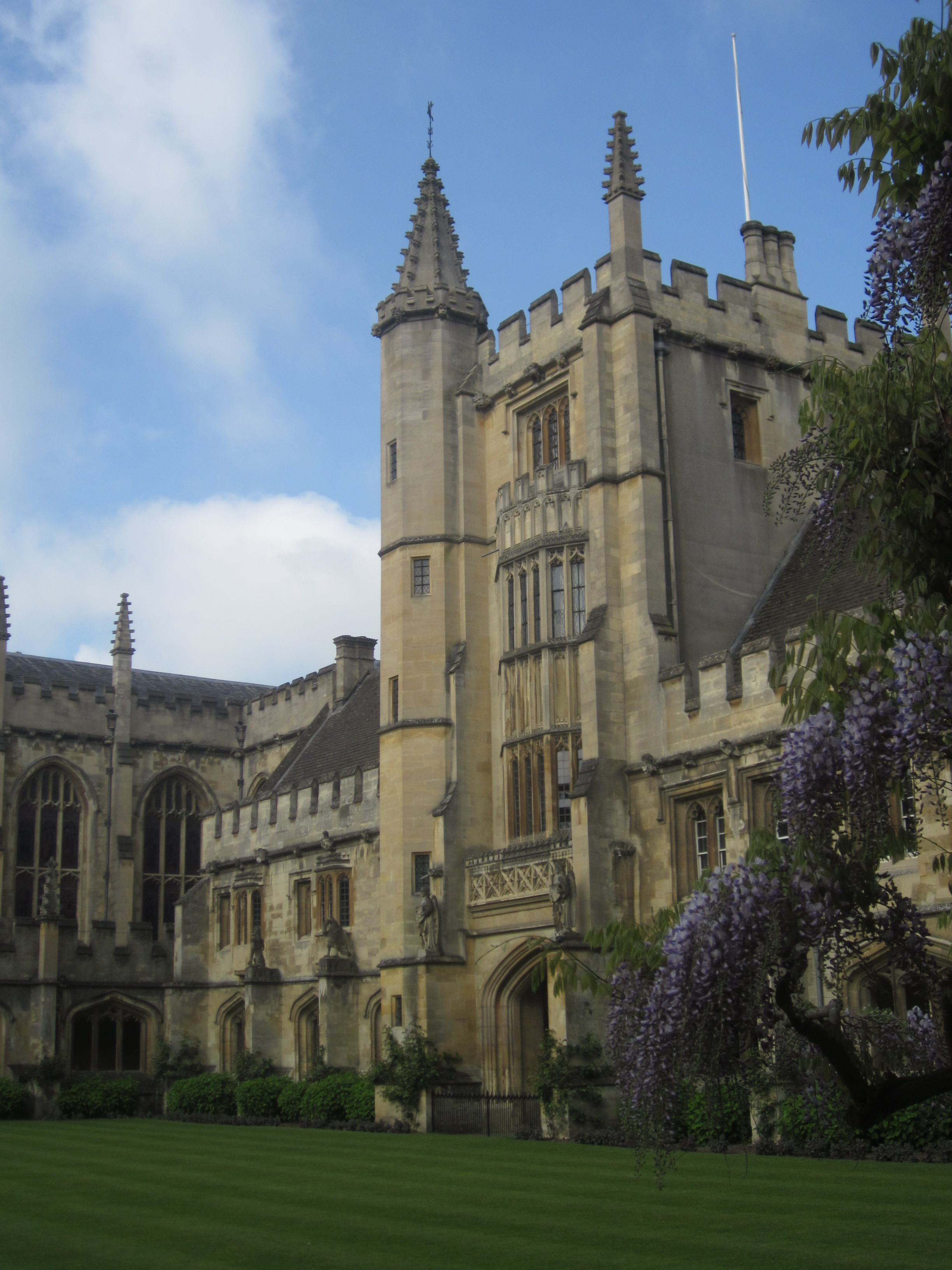
回廊からの創設者の塔の眺め。
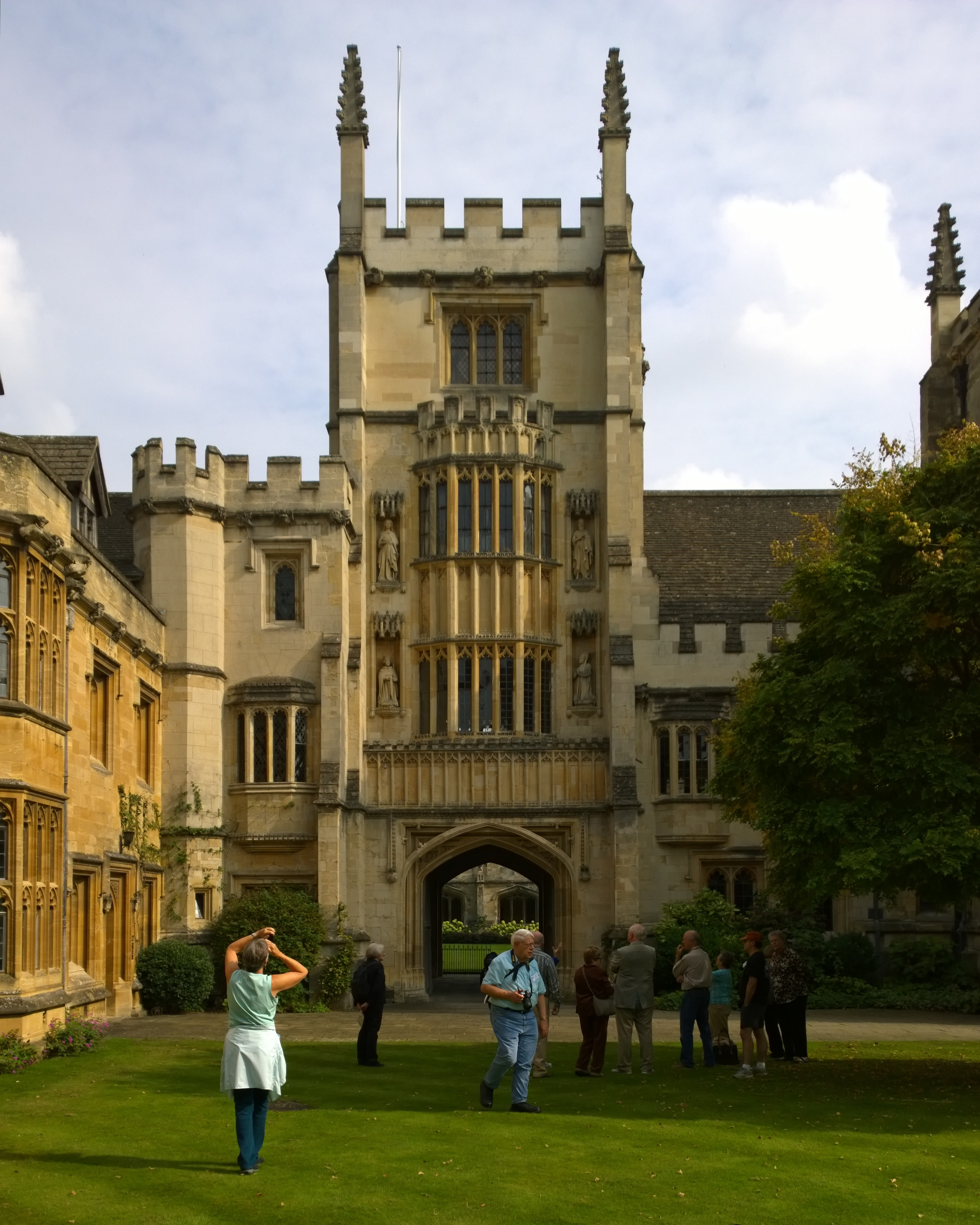
セントジョンズクワッドからのファウンダーズタワーの眺め。
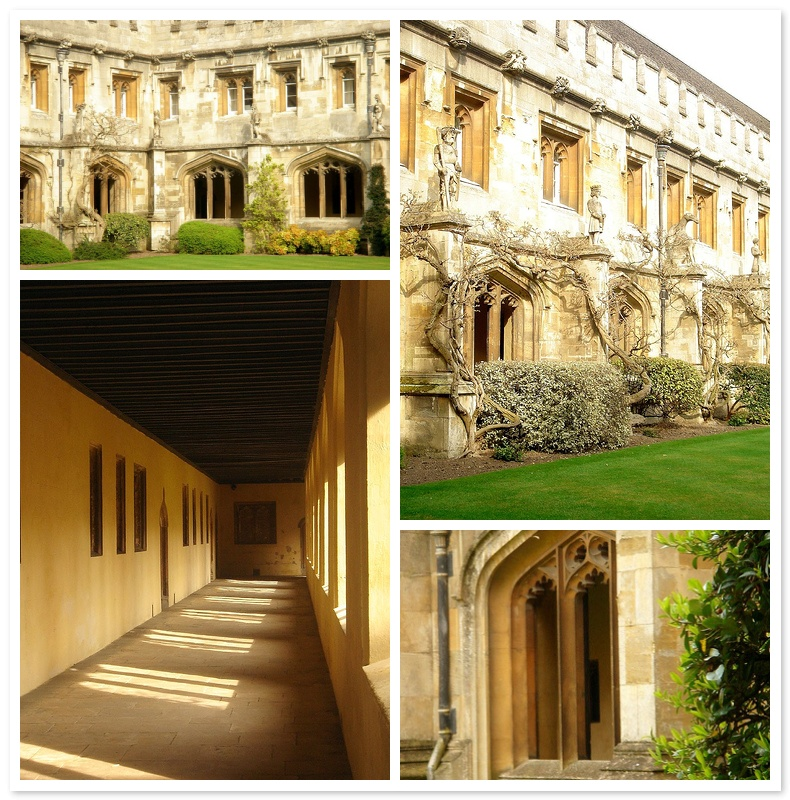
回廊
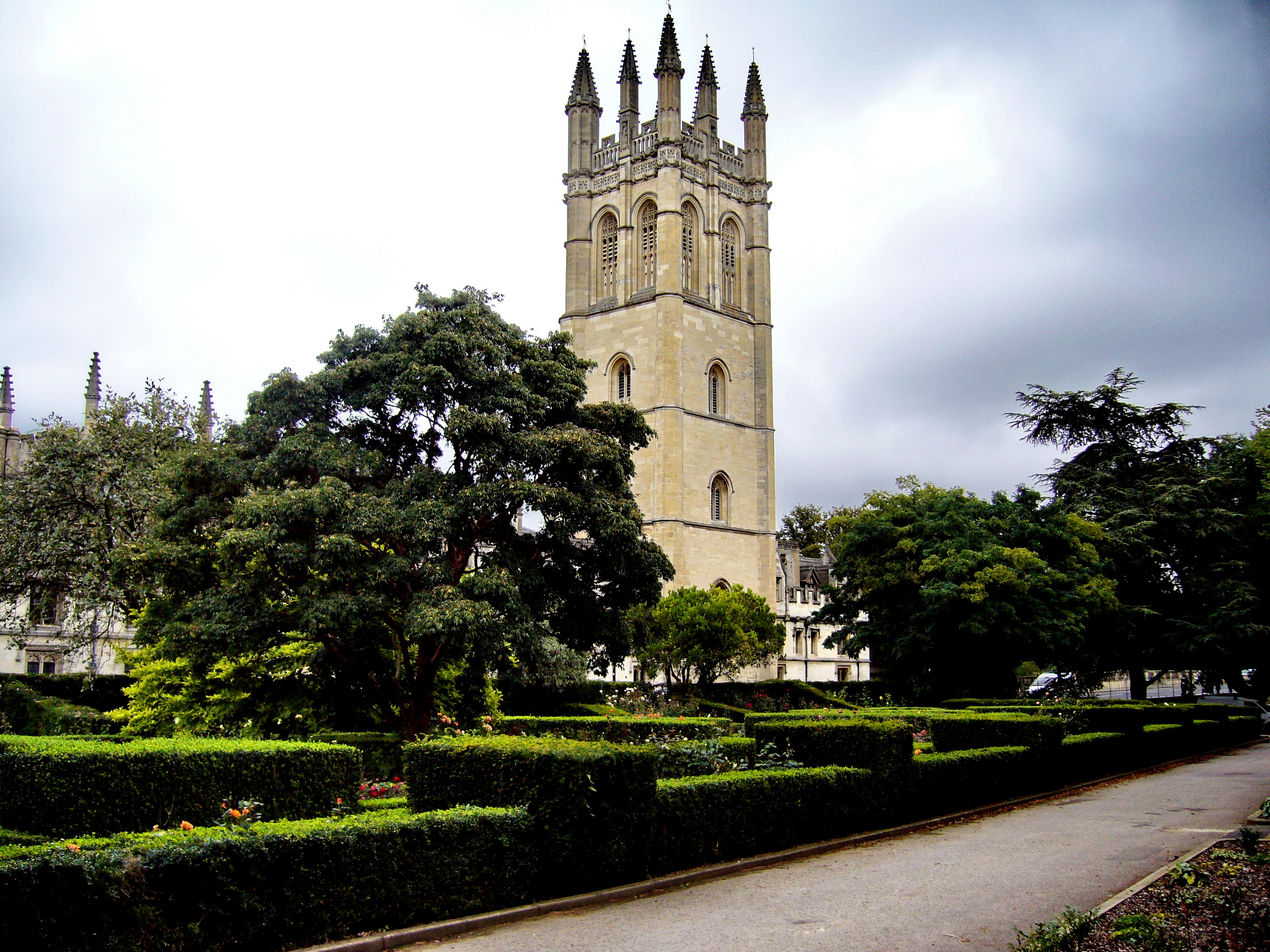
ハイを横切って、ドーベニー研究所からのグレートタワーの眺め。
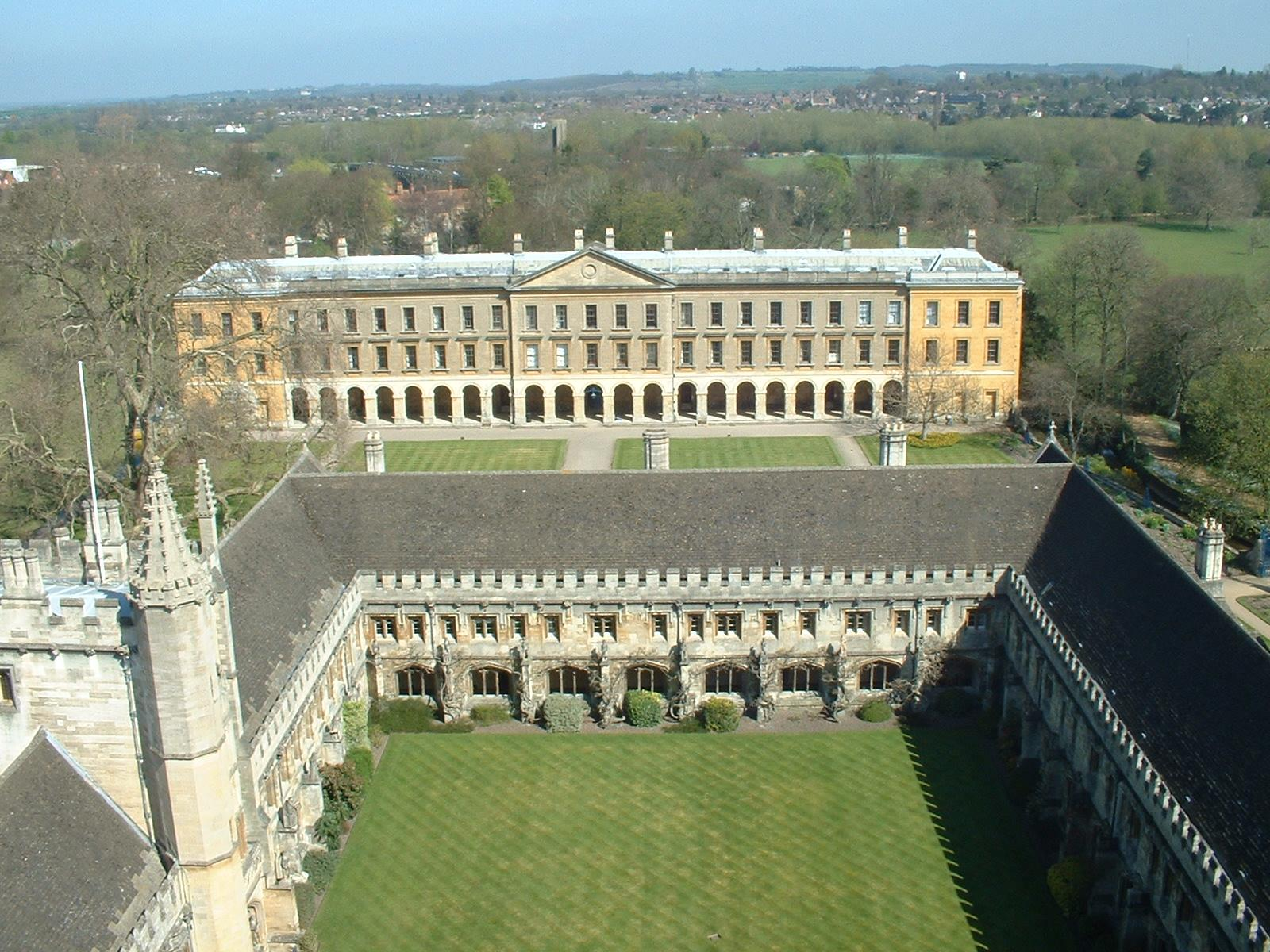
回廊の後ろの新しい建物と芝生の位置
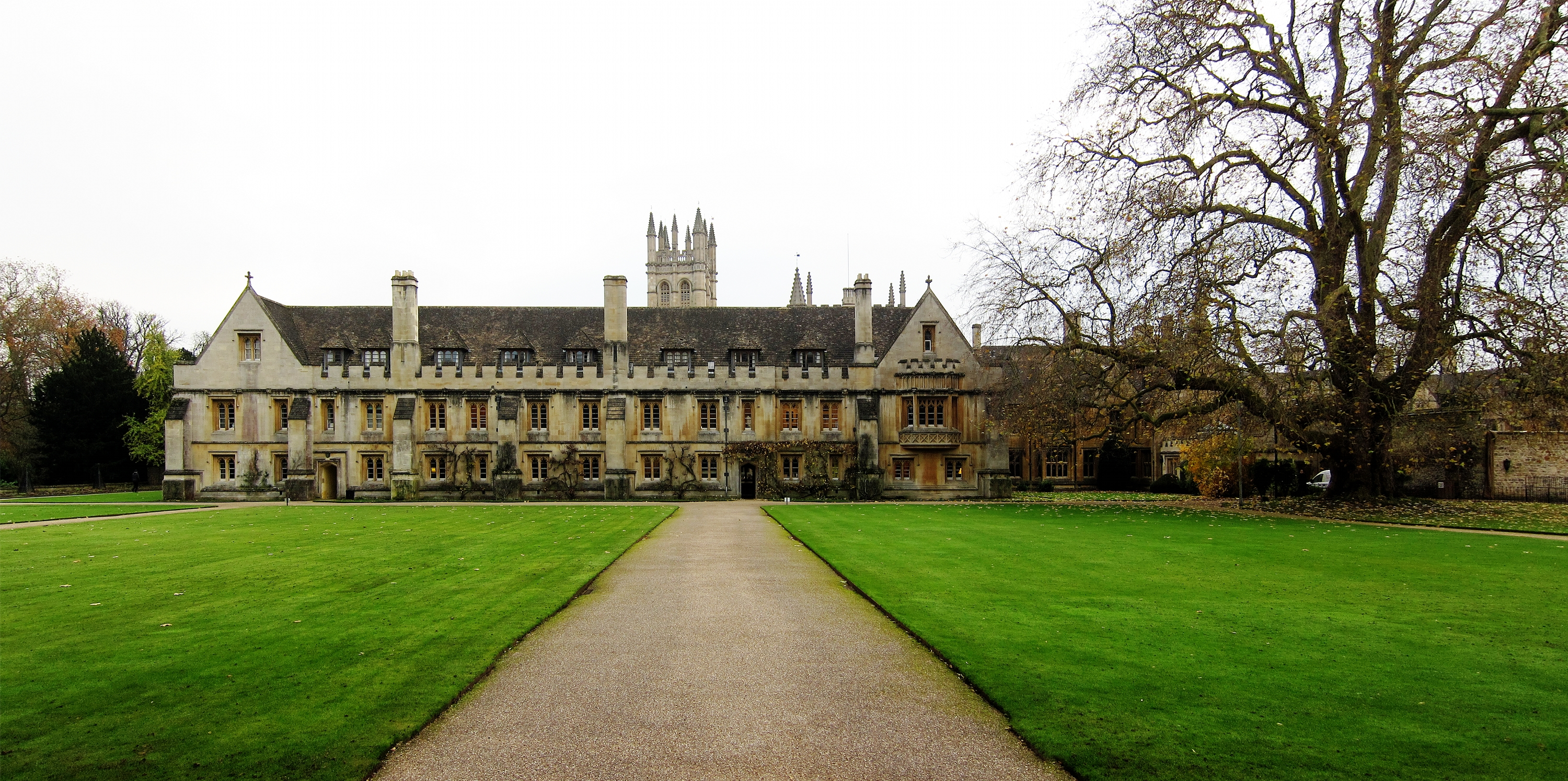
新館からの回廊と大塔の眺め
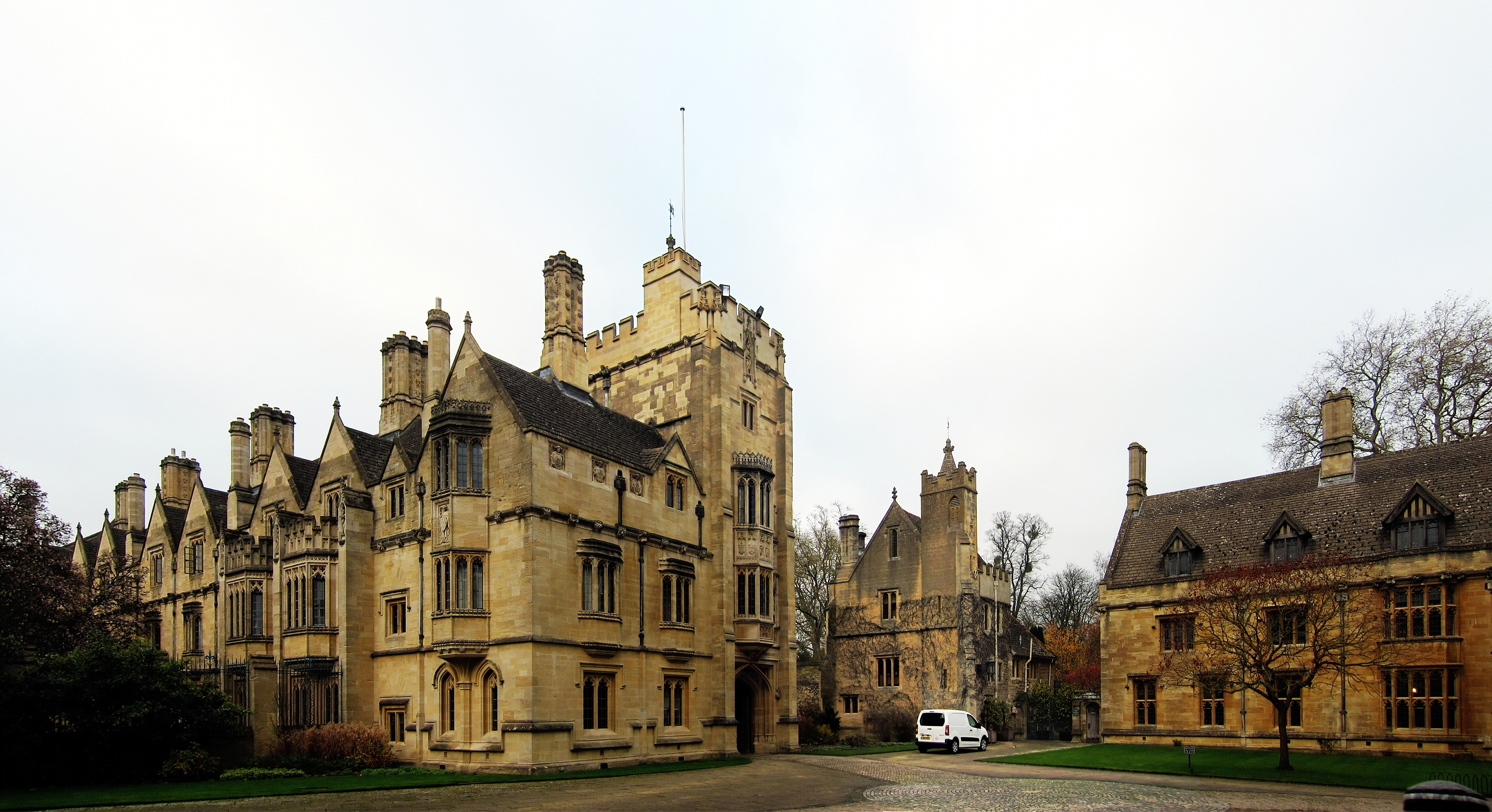
セントジョンズクワッド、セントスウィズンクワッドへの門、文法ホール、大統領の宿舎を（左から右に）示しています。
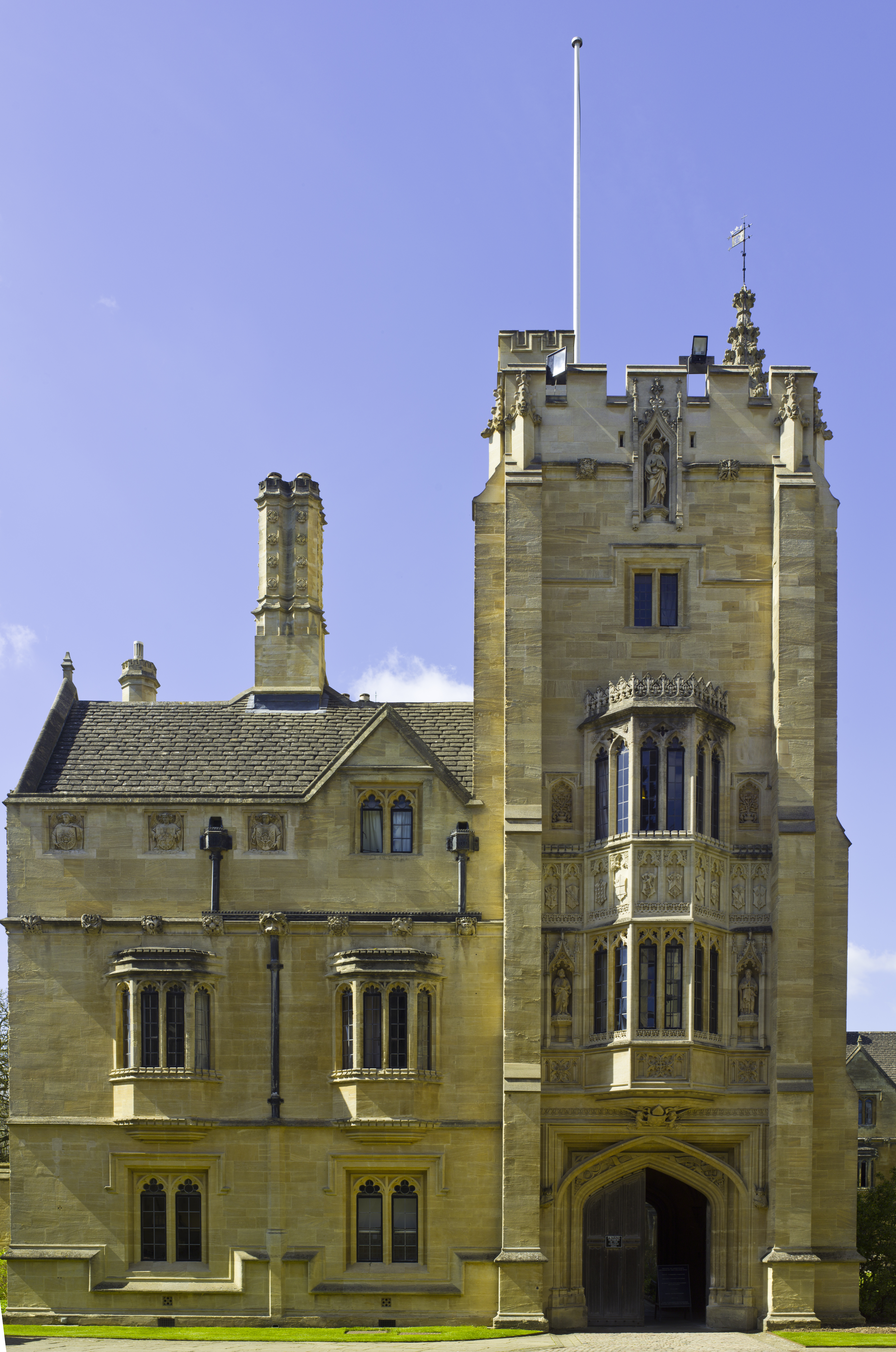
セントスウィジンズクワッド（セントスウィジンズタワー）への玄関口。
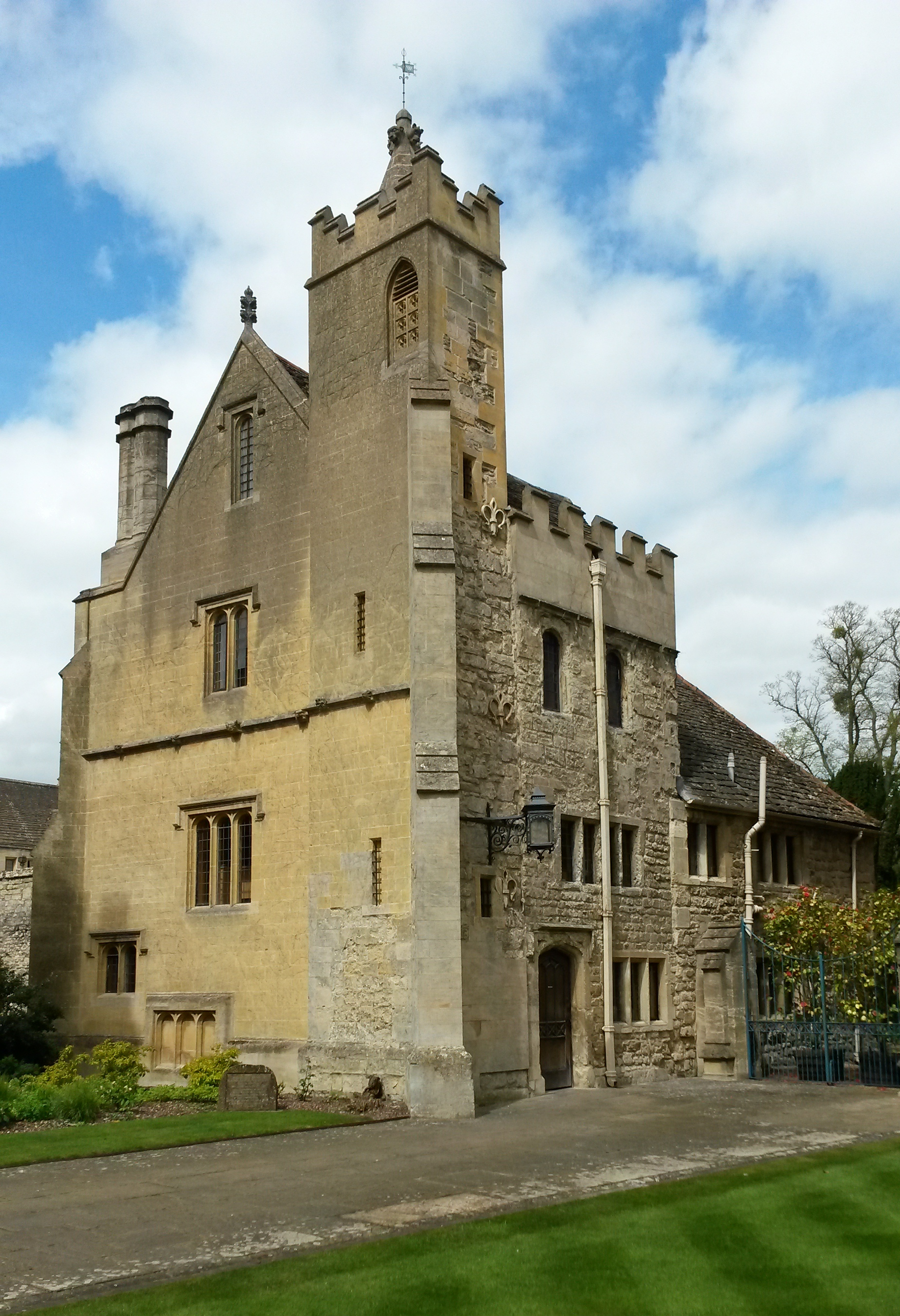
古い文法ホール
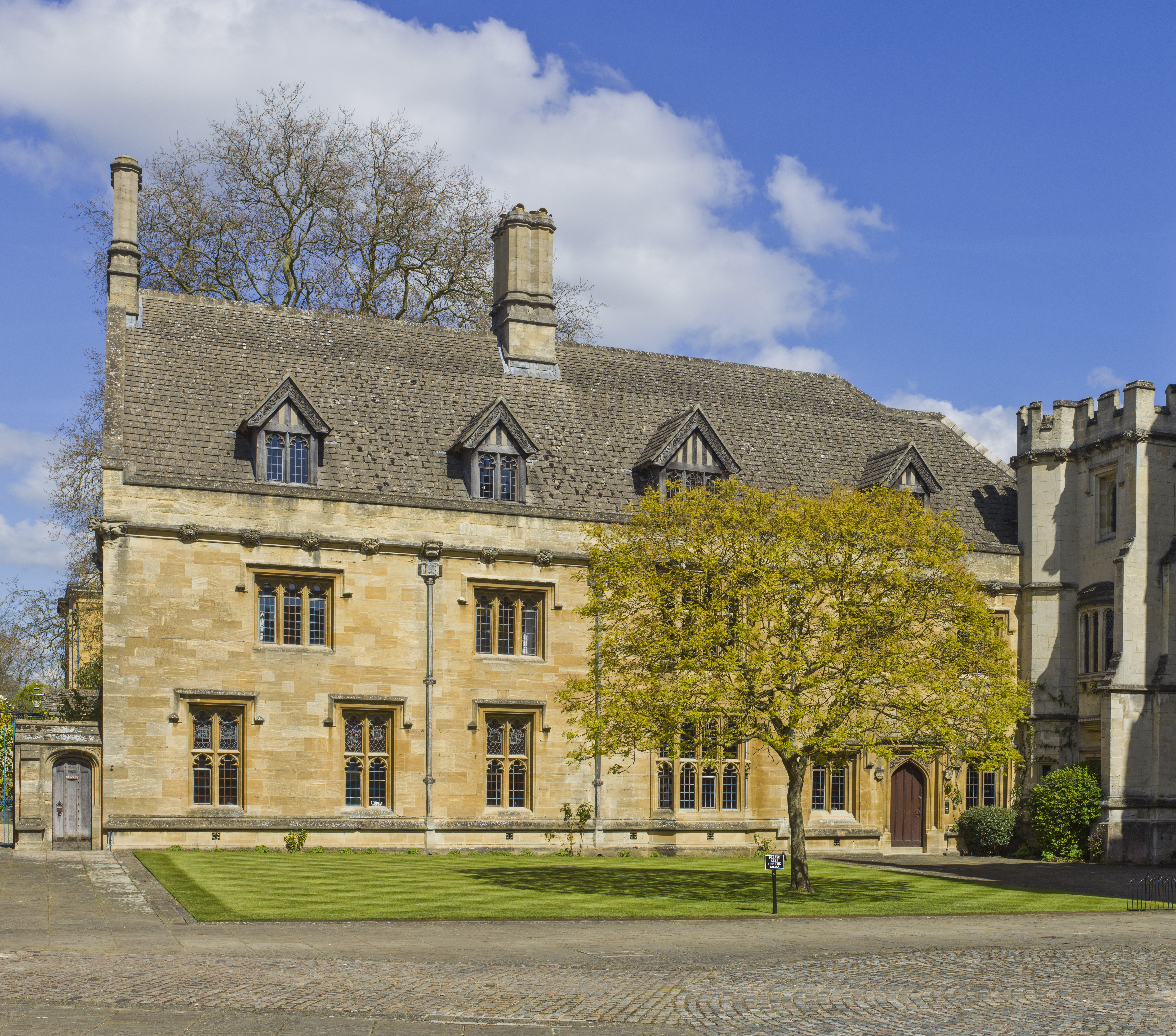
大統領の宿舎とバナバの木。
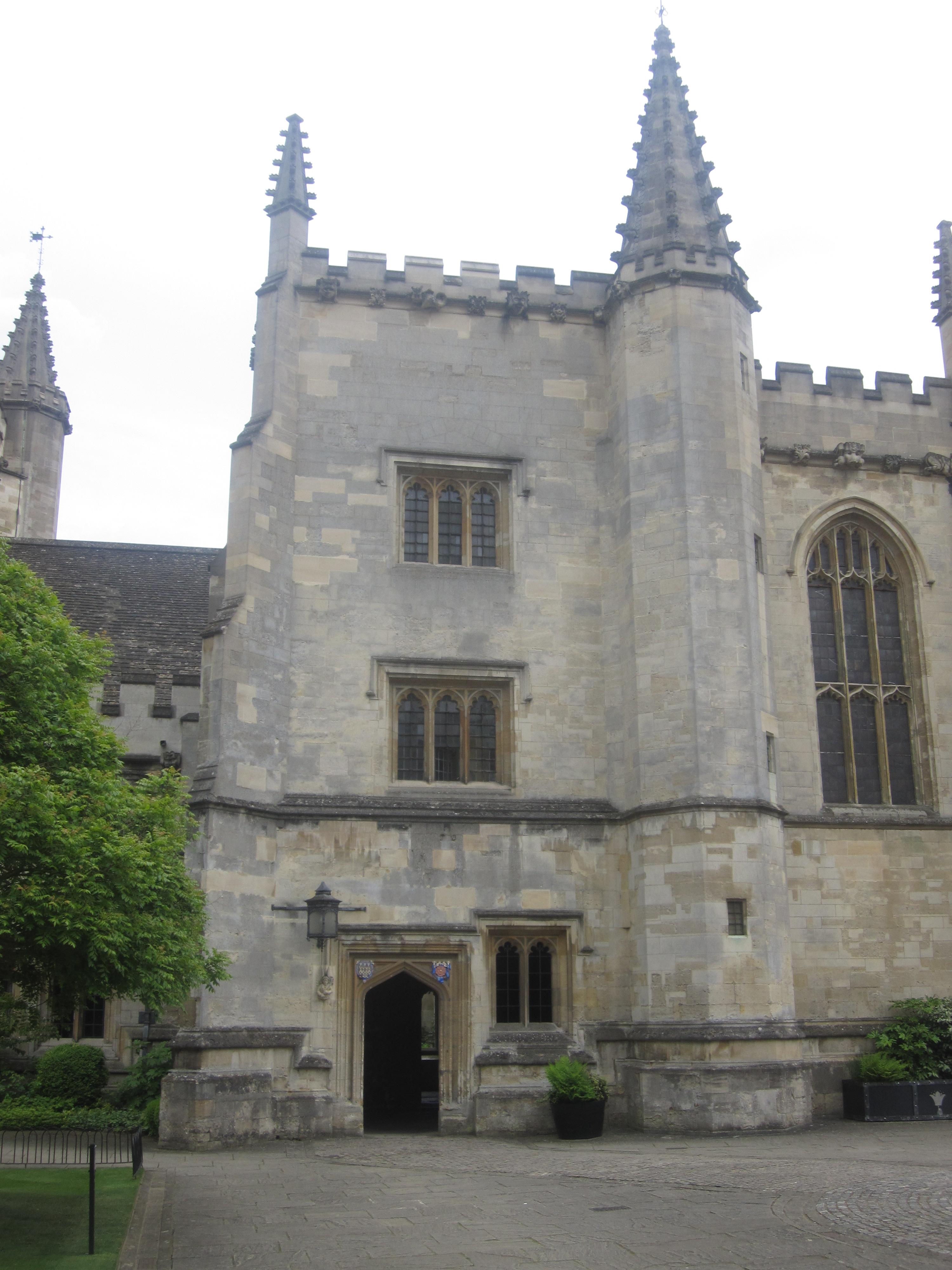
ミュニメントタワー。
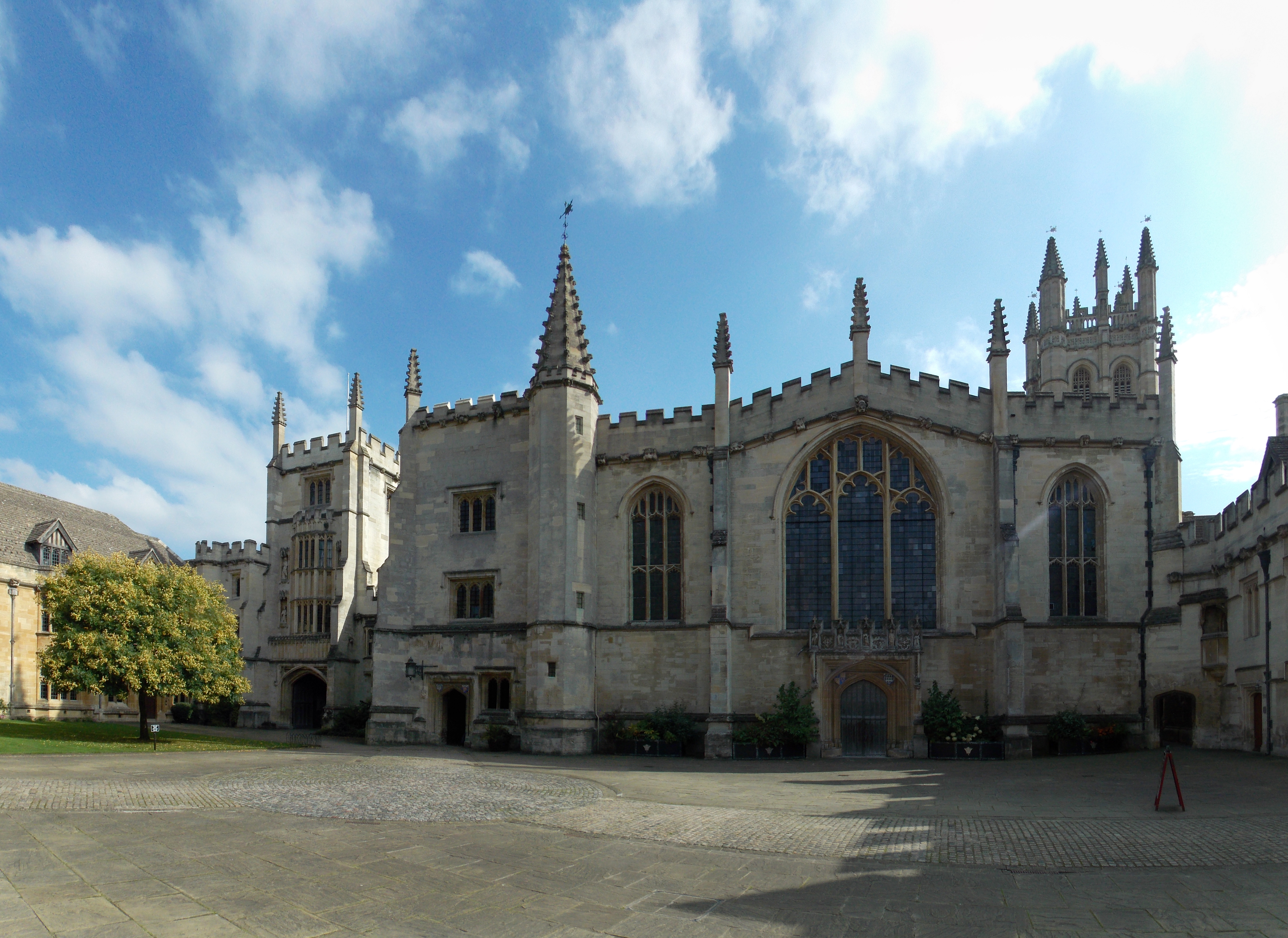
セントジョンズクワッド。大統領の宿舎、創設者の塔、ミュニメントタワー、礼拝堂、背後にあるグレートタワーを（左から右に）示しています。
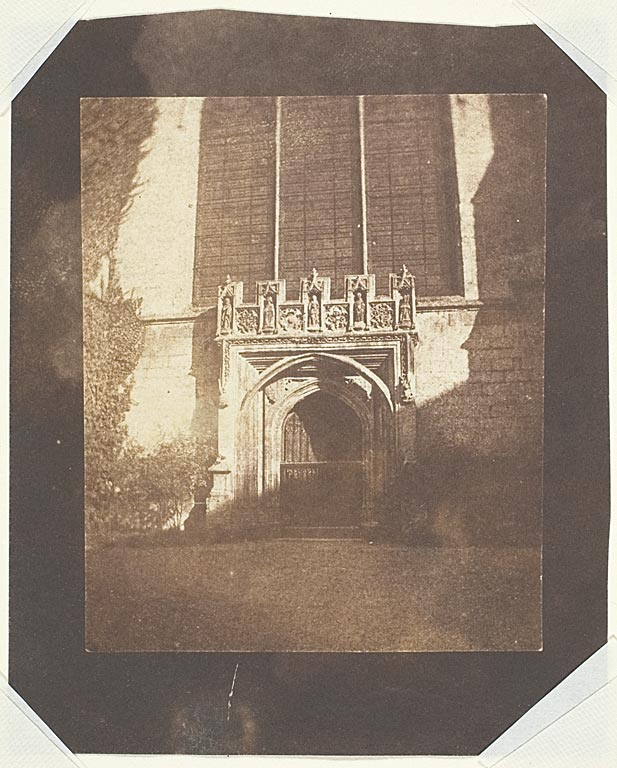
古代の扉、モードリン・カレッジ、オックスフォード、ヘンリーフォックスタルボット、1843年頃、最後の審判を描いた窓の下の礼拝堂への西側の扉を示しています。
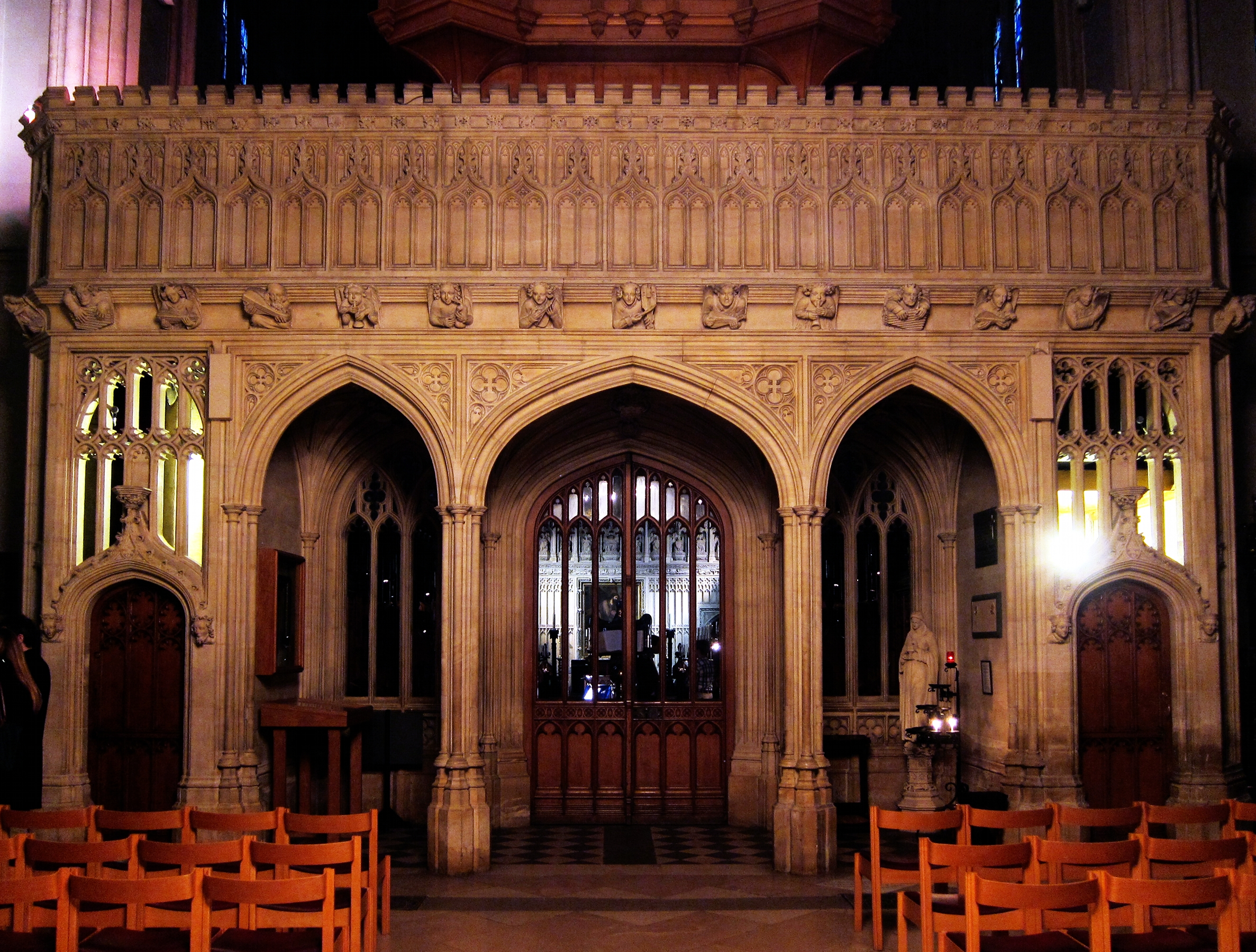
礼拝堂の内部。
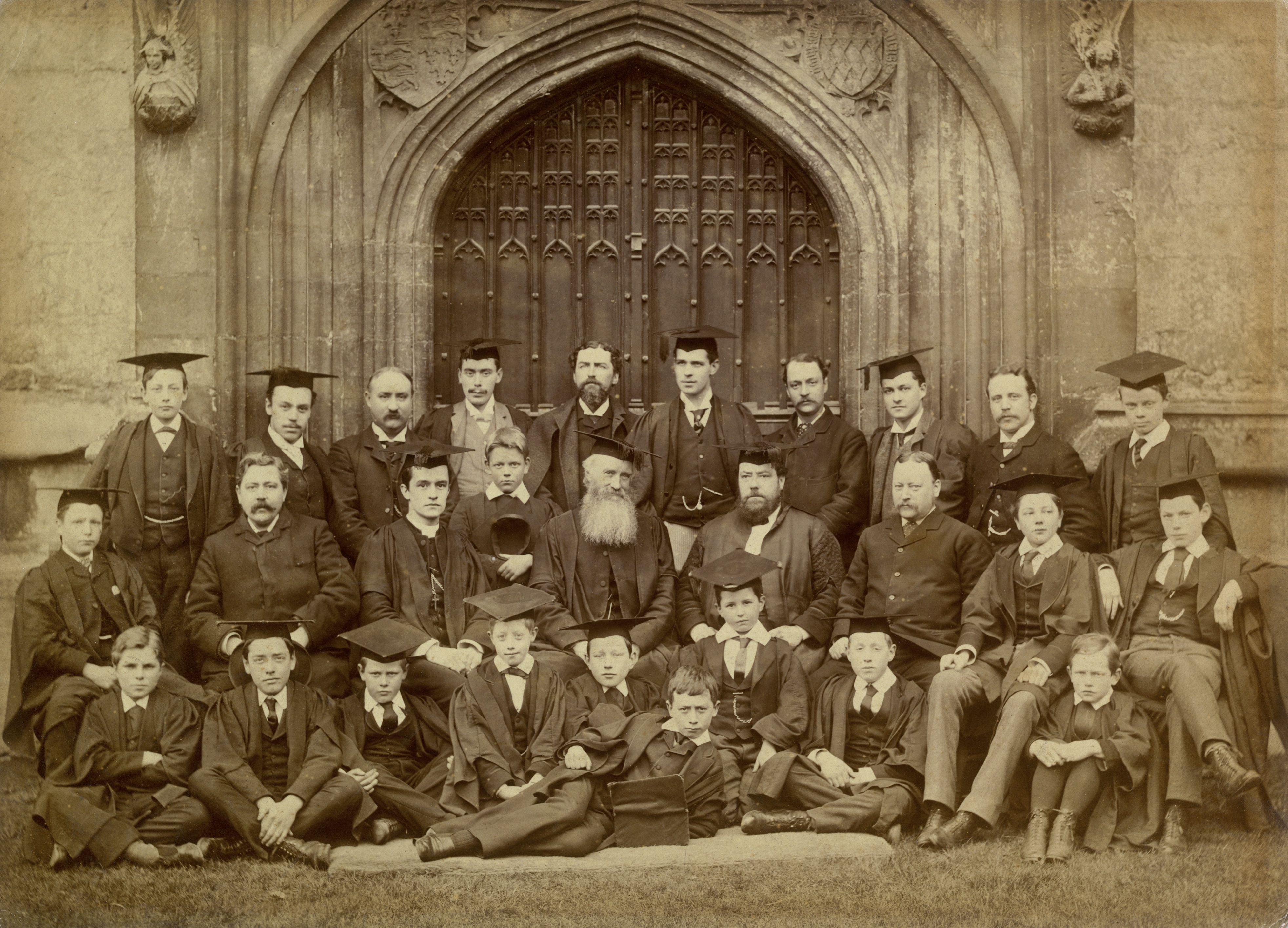
モードリン・カレッジの合唱団1898年
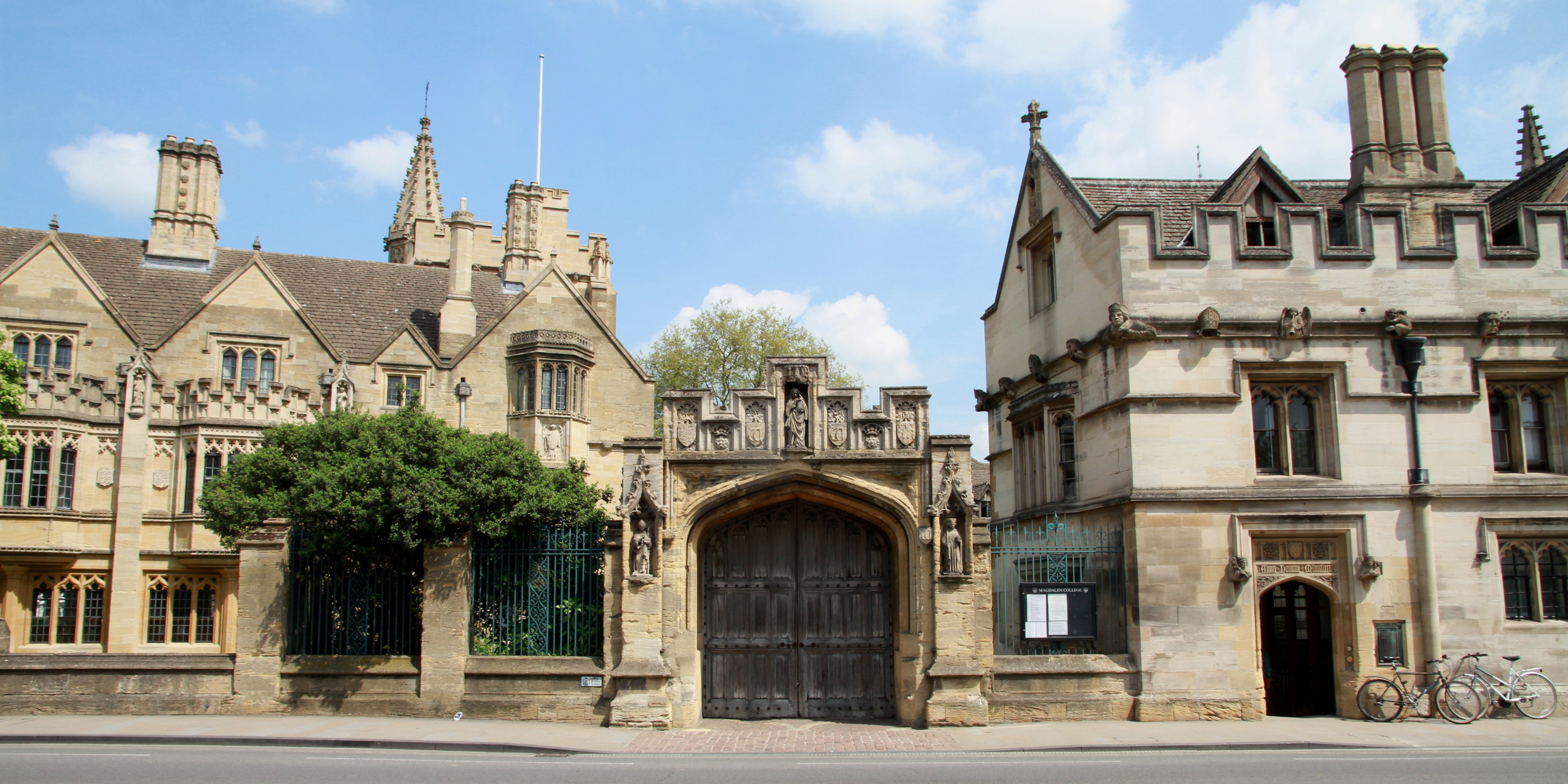
ハイクワッドとセントジョンズクワッドの間のゲート。ポーターズロッジは右側にあります。
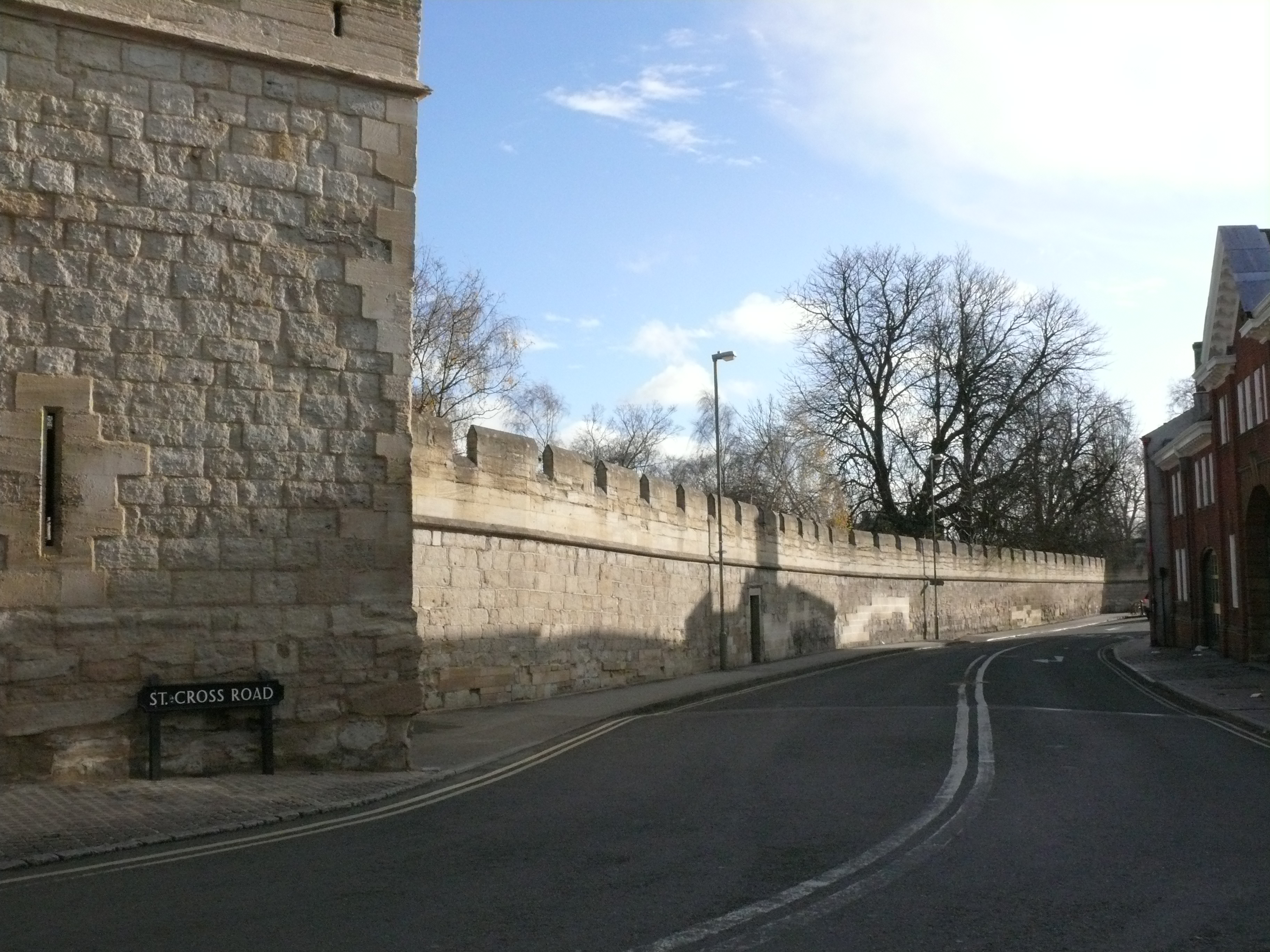
ロングウォールストリート沿いの境界壁。
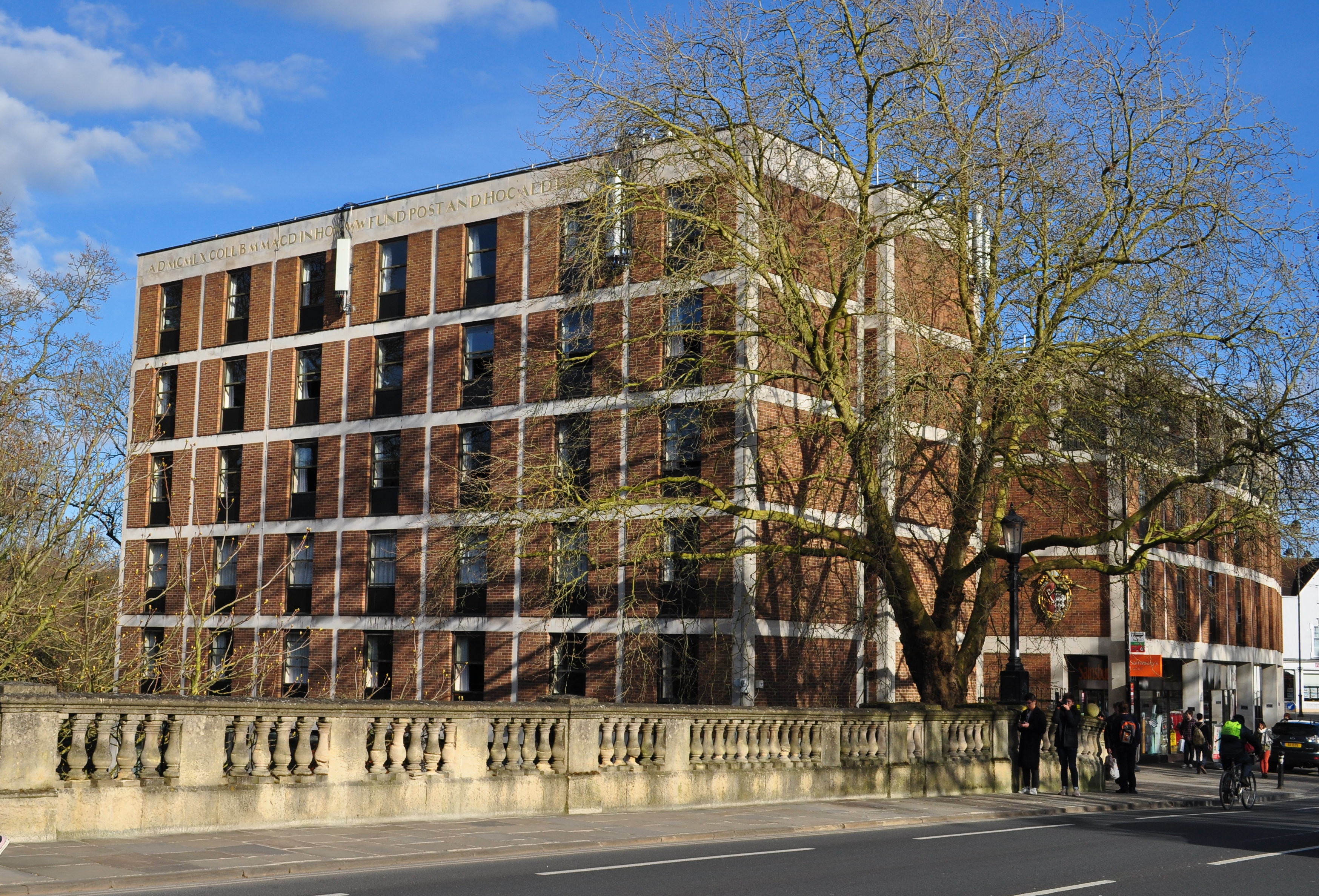
モードリン橋の東側にあるウェインフリートビル。
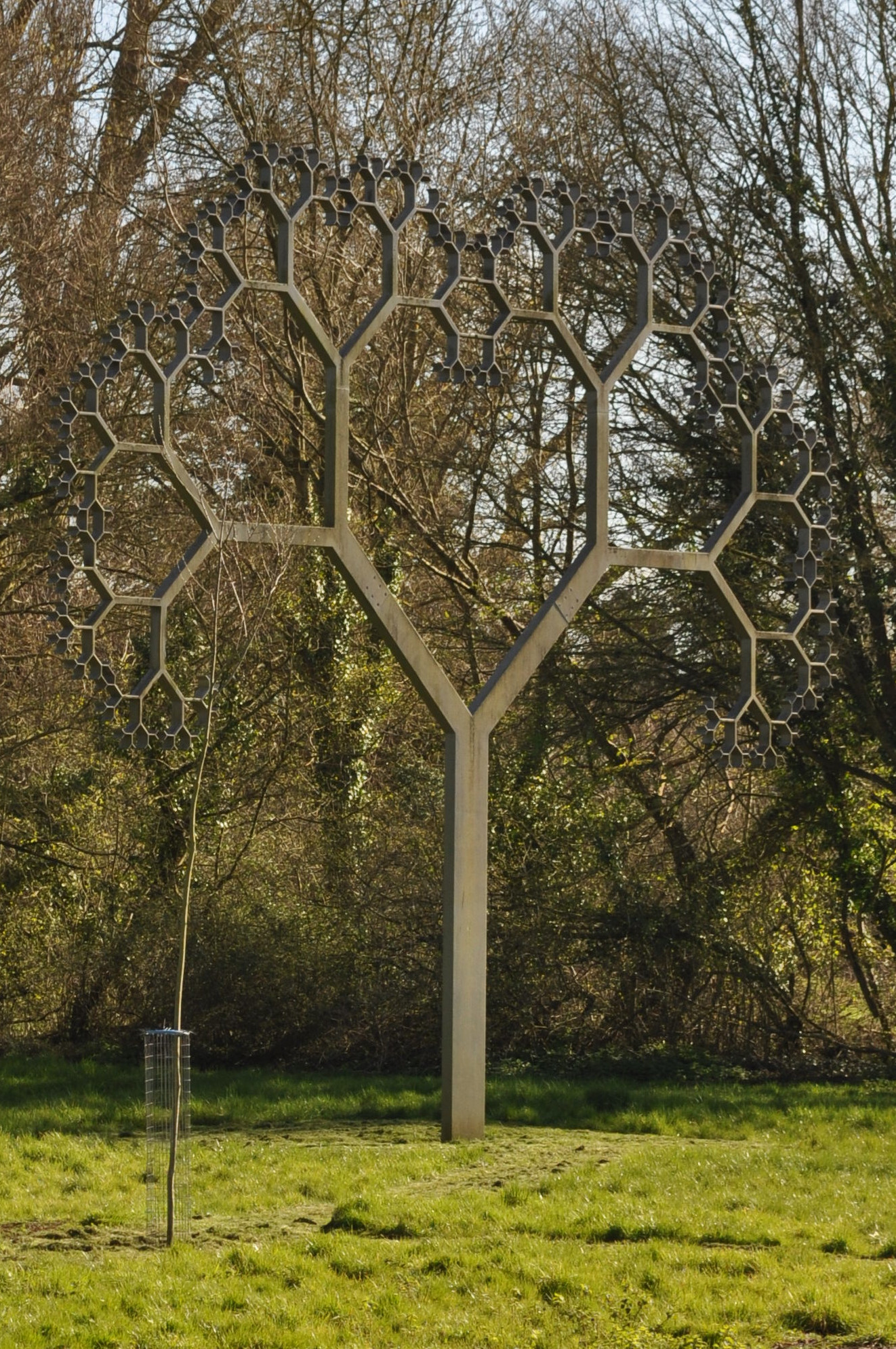
バットウィローメドウのマークウォリンガーによるY